# Vonda N. McIntyre
Vonda Neel McIntyre (Louisville, 28 agosto 1948 – Seattle, 1º aprile 2019) è stata un'autrice di fantascienza statunitense.

## Biografia
Nativa del Kentucky, McIntyre iniziò la sua carriera di scrittrice frequentando agli inizi degli anni settanta il Clarion Science Fiction & Fantasy Writers' Workshop, un corso di sei settimane focalizzato sulla scrittura di romanzi di genere fantascientifico e fantasy.
Già nel 1973 vinse il suo primo premio Nebula per il suo racconto "Of Mist, and Grass and Sand", che successivamente sarà ampliato fino a diventare il romanzo Il serpente dell'oblio (Dreamsnake, 1978), vincitore del premio Hugo e del Nebula come miglior romanzo.
Oltre a scrivere romanzi autoconclusivi, ha composto anche opere ambientate negli universi di Guerre stellari e Star Trek. Fu lei ad attribuire il nome di "Hikaru" al signor Sulu, uno dei personaggi nella serie classica di Star Trek, nel suo romanzo Effetto entropia (The Entropy Effect, 1981). Il nome diventò poi ufficiale con il sesto film, Rotta verso l'ignoto (1991), quando lo scrittore Peter David convinse il regista Nicholas Meyer a inserirlo nella pellicola.
Morì a Seattle nel 2019 per le complicazioni di un tumore al pancreas.

## Opere

### Il serpente dell'oblio
In origine un trittico di racconti composti in ordine anacronico e pubblicati su rivista:
1. "The Broken Dome", in Analog Science Fiction/Science Fact di marzo 1978.
2. "The Serpent's Death", in Analog Science Fiction/Science Fact di febbraio 1978.
3. "Of Mist, and Grass, and Sand", in Analog Science Fiction/Science Fact di ottobre 1973.

Successivamente l'autrice ha combinato assieme i tre testi nel romanzo fix-up Il serpente dell'oblio (Dreamsnake), Houghton Mifflin, 1978; traduzione di Roberta Rambelli, Cosmo Serie Oro. Classici della Narrativa di Fantascienza 41, Editrice Nord, 1980.

### Mondo dei Ladri / Lythande
McIntyre ha contribuito con una novella allo sviluppo dell'universo narrativo condiviso del Mondo dei Ladri (Thieves' World), creato da Lynn Abbey e Robert Asprin.
- In cerca di Satana o Cercando Satana (Looking for Satan), nell'antologia Shadows of Sanctuary, a cura di Robert Asprin, Ace Books, 1981. Traduzione di Andrea Angiolino, in Avventure nel mondo dei ladri, Enciclopedia della Fantascienza 21, Fanucci Editore, 1988.

In questo testo appare anche il personaggio di Lythande, creato da Marion Zimmer Bradley sempre per il progetto del Mondo dei Ladri, pertanto il romanzo breve di McIntyre è anche apparso nella raccolta tematica Nel mondo di Lythande (Lythande), DAW Collectors 686, DAW Books, 1986; traduzione di Annalisa Di Liddo, Collezione Immaginario. Fantasy 5, Fanucci Editore, 2003.

### Universo diStar Trek

#### Star Trek - La serie originale
McIntyre ha composto due romanzi ambientati nell'universo di Star Trek, le cui vicende sono trame originali (e non trasposizioni di soggetti audiovisivi) con protagonisti i personaggi della serie classica.
- Effetto entropia (The Entropy Effect), Star Trek Pocket Books 2, Pocket Books, 1981. Traduzione di Silvia Ciaghi, Star Trek Serie Classica 1, Armenia Editore, 1993.
- La prima missione (Enterprise: The First Adventure), Star Trek Pocket Books[3], Pocket Books, 1986. Traduzione di Gloria Pastorino, Economica Tascabile 1ª serie n. 108, Fanucci Editore, 1999.

#### Star Trek - I film
McIntyre ha composto le novellizzazioni ufficiali del secondo, terzo e quarto film con protagonisti i personaggi della serie classica di Star Trek.
1. Star Trek: The Wrath of Khan, Star Trek Pocket Books 7, Pocket Books, 1982.
2. Star Trek III: The Search for Spock, Star Trek Pocket Books 17, Pocket Books, 1984.
3. Star Trek IV: The Voyage Home, Star Trek Pocket Books[3], Pocket Books, 1986.

Dato che i tre lungometraggi compongono una trilogia coesa, le trasposizioni di McIntyre sono state riunite nel volume omnibus Duty, Honor, Redemption, Signature Editions, Pocket Books, 2004.

### Universo diStar Wars
McIntyre ha composto un romanzo ambientato nell'universo espanso di Star Wars, ambientato dieci anni dopo Il ritorno dello Jedi.
- La stella di cristallo (Star Wars: The Crystal Star), Bantam Press, 1994. Traduzione di Anna Feruglio Dal Dan, Superbestseller 549, Sperling Paperback, 1996.

### Ciclo degliStarfarers
1. Starfarers, Ace Books, 1989.
2. Passaggio alle stelle (Transition), Bantam Spectra, 1991. Traduzione di Raffaela Ciampa, Urania 1247, Arnoldo Mondadori Editore, 25 Dicembre 1994.
3. Metaphase, Bantam Spectra, 1992.
4. Nautilus, Bantam Spectra, 1994.

La tetralogia è stata anche riunita di due in due nei volumi omnibus The Starfarers Series (2 vol., Open Road Integrated Media, 2021).

### Romanzi e novelle autoconclusivi
- The Exile Waiting, Science Fiction Book Club, Doubleday, 1975.
- Screwtop, nell'antologia The Crystal Ship, a cura di Robert Silverberg, Thomas Nelson, 1976.
- Aztecs, nell'antologia 2076: The American Tricentennial, a cura di Edward Bryant e Jo Ann Harper, Pyramid Books, 1977; espanso e rintitolato Superluminal (Superluminal), Houghton Mifflin, 1983; traduzione di Salvatore Proietti, Nuova Galassia 5, Armenia Editore, 2008.
- The Bride, Dell Publishing, 1985.
- Barbary, Houghton Mifflin, 1986.
- The Moon and the Sun (The Moon and the Sun), Pocket Books, 1997. Trad. Lorenzo Vetta e Annabella Campanozzi, Extra, Gargoyle, 2015.

### Raccolte di racconti
- Fireflood and Other Stories, Houghton Mifflin, 1979. Comprende uno dei racconti del ciclo del Serpente dell'oblio, le due novelle Screwtop e Aztecs (prima stesura breve di Superluminal) e otto racconti.

### Racconti
- Breaking Point, in Venture Science Fiction Magazine, 1970
- Cages, in Quark/4, 1971
- Only at Night, in Clarion, 1971; Fireflood and Other Stories, 1979
- The Galactic Clock, in Generation, 1972
- The Genius Freaks, in Orbit 12, 1973; Fireflood and Other Stories, 1979
- Spectra, in Orbit 11, 1973; Fireflood and Other Stories, 1979
- Ali (Wings, in The Alien Condition, 1973; Fireflood and Other Stories, 1979), traduzione di Roberta Rambelli, in Storie dello spazio esterno, Grandi Opere Nord 8, Editrice Nord, 1982
- Recourse, Inc., in Alternities, 1974; Fireflood and Other Stories, 1979
- The Mountains of Sunset, the Mountains of Dawn, in The Magazine of Fantasy and Science Fiction, febbraio 1974; Best Science Fiction Stories of the Year, 1975; Fireflood and Other Stories, 1979; Norton Book of SF, 1993
- Screwtop, romanzo breve, in The Crystal Ship, 1976; The New Women of Wonder, 1978; Fireflood and Other Stories, 1979; Screwtop / The Girl Who Was Plugged In, 1989
- Thanatos, in Future Power, 1976
- The End's Beginning, in Analog Science Fiction/Science Fact, settembre 1976; Fireflood and Other Stories, 1979
- The Serpent's Death, in Analog Science Fiction/Science Fact, febbraio 1978; Dreamsnake, 1978
- The Broken Dome, in Analog Science Fiction/Science Fact, marzo 1978; Dreamsnake, 1978
- Marea di fuoco (Fireflood, in The Magazine of Fantasy and Science Fiction, novembre 1979; Fireflood and Other Stories, 1979; Best SF of the Year 9, 1980), traduzione di Roberta Rambelli, ne I mutanti, Grandi Opere Nord 9, Editrice Nord, 1983
- Shadows, Moving, in Interfaces, 1980
- Elfleda, in New Dimensions 12, 1981; Unicorns!, 1982
- Looking for Satan, in Shadows of Sanctuary, 1981; Lythande, 1986
- The Straining Your Eyes Through the Viewscreen Blues, in Nebula Winners 15, 1981
- Transit, in Isaac Asimov's Science Fiction Magazine, ottobre 1983
- Malheur Maar, in Full Spectrum 2, 1989
- Colletto d'acciaio (Steelcollar Worker, in Analog Science Fiction and Fact, novembre 1992), traduzione di Luigi Schenoni, ne L'ottavo giorno della creazione, Sonzogno, 1994
- The Adventure of the Field Theorems, in Sherlock Holmes in Orbit, 1995
- The Sea Monster's Song, in Odyssey, Issue 1, novembre/dicembre 1997
- Una modesta proposta per la perfezione della natura (A Modest Proposal, in Nature, marzo 2005), traduzione di Piero Anselmi, ne L'altra faccia della realtà, Millemondi 48, Arnoldo Mondadori Editore, 2009
- Little Faces, in The Year's Best Science Fiction Twenty-Third Annual Collection, 2006
- Misprint, in Nature, luglio 2008
- LADeDeDa, in Nature, marzo 2009